# Helena Katarina Löv
Helena Katarina Löv, död 19 september 1829 i Stockholm, svensk morddömd. Hon var den sista kvinna som avrättades offentligt i den svenska huvudstaden (dock ej i Sverige i övrigt).  
Löv arresterades misstänkt för mord. Hon befanns skyldig till mord å husbondens barn och dömdes till döden. 
Hon avrättades genom halshuggning med yxa på avrättningsplatsen Skanstull i Stockholm. Efter avrättningen blev liket bränt på bål offentligt. 
Löv var den sista kvinna som avrättades offentligt i Stockholm. Hon var också den sista människa vars lik brändes offentligt på bål efter avrättningen i Sverige.